# Жардинополис (Сан-Паулу)
Жардинополис (порт. Jardinópolis) — муниципалитет в Бразилии, входит в штат Сан-Паулу. Составная часть мезорегиона Рибейран-Прету. Входит в экономико-статистический микрорегион Рибейран-Прету. Население составляет 35 612 человек на 2006 год. Занимает площадь 503,355 км². Плотность населения — 70,7 чел./км².

## История
Город основан 27 июля 1898 года.

## Статистика
- Валовой внутренний продукт на 2003 год составляет 302 998 924,00 реалов (данные: Бразильский институт географии и статистики).
- Валовой внутренний продукт на душу населения на 2003 год составляет 9079,44 реалов (данные: Бразильский институт географии и статистики).
- Индекс развития человеческого потенциала на 2000 год составляет 0,808 (данные: Программа развития ООН).